# COSCO-X-Klasse
Die COSCO-X-Klasse ist eine Klasse von Halbtaucherschiffen der chinesischen Reederei COSCO Shipping Specialized Carriers.
Der Schiffstyp wurde von Deltamarin in Turku entworfen. Er basiert auf dem Deltamarin-50.000-DWT-SSHLV-Entwurf. Die Schiffe wurden in China auf den zur China State Shipbuilding Corporation (CSSC) gehörenden Werften Guangzhou Shipyard International Company und CSSC Guangzhou Huangpu Shipbuilding Company gebaut und 2011 bzw. 2016 abgeliefert.

## Technische Daten und Ausstattung
Der Antrieb der Schiffe erfolgt dieselelektrisch. Die Schiffe sind mit zwei Festpropellern ausgerüstet, die von jeweils einem Elektromotor mit 5250 kW Leistung angetrieben werden. Die ersten beiden Schiffe der Klasse sind mit zwei Bugstrahlrudern mit jeweils 1200 kW Leistung ausgestattet. Das dritte Schiff verfügt über zwei Bugstrahlruder und zwei Heckstrahlruder mit jeweils 1350 kW Leistung.
Die Stromerzeugung für die Antriebsmotoren erfolgt durch vier von Achtzylinder-Dieselmotoren des Herstellers Wärtsilä (Typ: 8L32) mit jeweils 3840 kW Leistung angetriebene Generatoren. Der Strombedarf des Bordnetzes und die eventuell nötige Stromversorgung des Transportgutes wird von zwei Generatoren sichergestellt, die von Dieselmotoren mit 5250 kW Leistung angetrieben werden.
Das Deck ist 177,6 × 43,0 m groß. Im Heckbereich befinden sich zwei Auftriebskörper. Die Länge des Decks vom Vorschiff bis zu den Auftriebskörpern beträgt beim ersten Schiff der Klasse 164,8 m, der Zwischenraum zwischen den beiden Auftriebskörpern beträgt 29,5 m. Bei den folgenden beiden Schiffen der Klasse beträgt die Länge des Decks vom Vorschiff bis zu den Auftriebskörpern 165,6 m, der Zwischenraum zwischen den beiden Auftriebskörpern beträgt 29,6 m. Das Deck kann mit 25 t/m² belastet werden. Im getauchten Zustand liegt das Deck maximal 13 m tief.
Die Decksaufbauten befinden sich im Bugbereich der Schiffe auf dem rund 39 m hohen Vorschiff. Hinter den Decksaufbauten sind auf beiden Seiten Krane installiert, die jeweils 30 t heben können.
An Bord können neben der Schiffsbesatzung 24 weitere Personen untergebracht werden.
Der Rumpf der Schiffe ist eisverstärkt (Eisklasse B).

## Schiffe
| X-Klasse      | X-Klasse   | X-Klasse       |
| Bauname       | IMO-Nummer | Ablieferung    |
| ------------- | ---------- | -------------- |
| Xiang Yun Kou | 9483097    | 5. Januar 2011 |
| Xiang Rui Kou | 9483102    | 13. Juli 2011  |
| Xiang He Kou  | 9752656    | 5. Mai 2016    |

Die ersten beiden Schiffe werden unter der Flagge Chinas mit Heimathafen Guangzhou, das dritte unter der Flagge Hongkongs mit Heimathafen Hongkong betrieben.